# Cereria La Real
Cereria la Real és un establiment emblemàtic de Palma, Mallorca, situat a la plaça de l'Hospital, núm. 2. És l'única cereria que queda a Mallorca on despatxen ciris i atxes de producció pròpia. La producció de ciris és limitada i només en fabriquen de color groguenc.
Enrique Vives la va fundar l'any 1917. Guillem Ramis, avi de l'actual propietari, era el proveïdor i subministrador de la botiga, les espelmes eren elaborades a la seva fàbrica del Secar de la Real.
Guillem Ramis Carbonell, actual propietari, va batejar el negoci, el 1989, amb el nom actual en memòria de la fàbrica del seu avi. Avui es poden trobar altres productes. La imatge del Sant Crist de la Sang de l'església de l'Anunciació és patent de la família Ramis.
L'antiguitat i singularitat del negoci fan que sigui un establiment d'un gran valor.
El 24 de juliol de 2024 (resolució núm. 7460, Ajuntament de Palma) el manté com a Comerç Emblemàtic (categoria 1B) en l'aprovació del Catàleg d'establiments emblemàtics de 2024.

## Galeria d'imatges

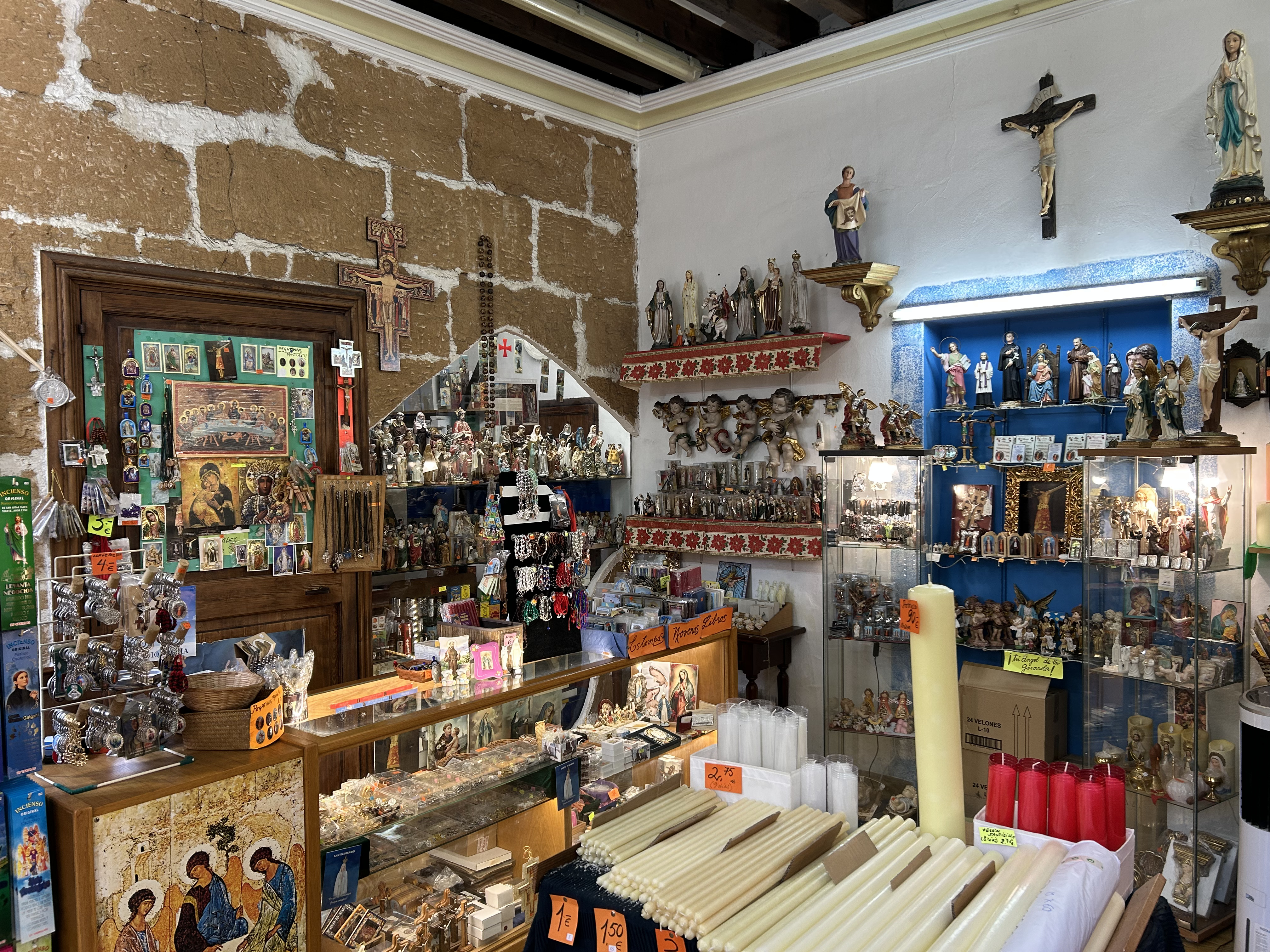
Interior de la Cereria La Real.